# اپولون‌ها
اپولون‌ها (epulones) کاهنانی بودند که اعیاد و ضیافت‌های عمومی را در جشنواره‌ها و جشن‌های رومی و بازی‌ها (لودی (روم)) ترتیب می‌دادند. آنها یکی از چهار شرکت بزرگ مذهبی راهبان روم باستان را تشکیل می‌دادند.